# パラバドミントン

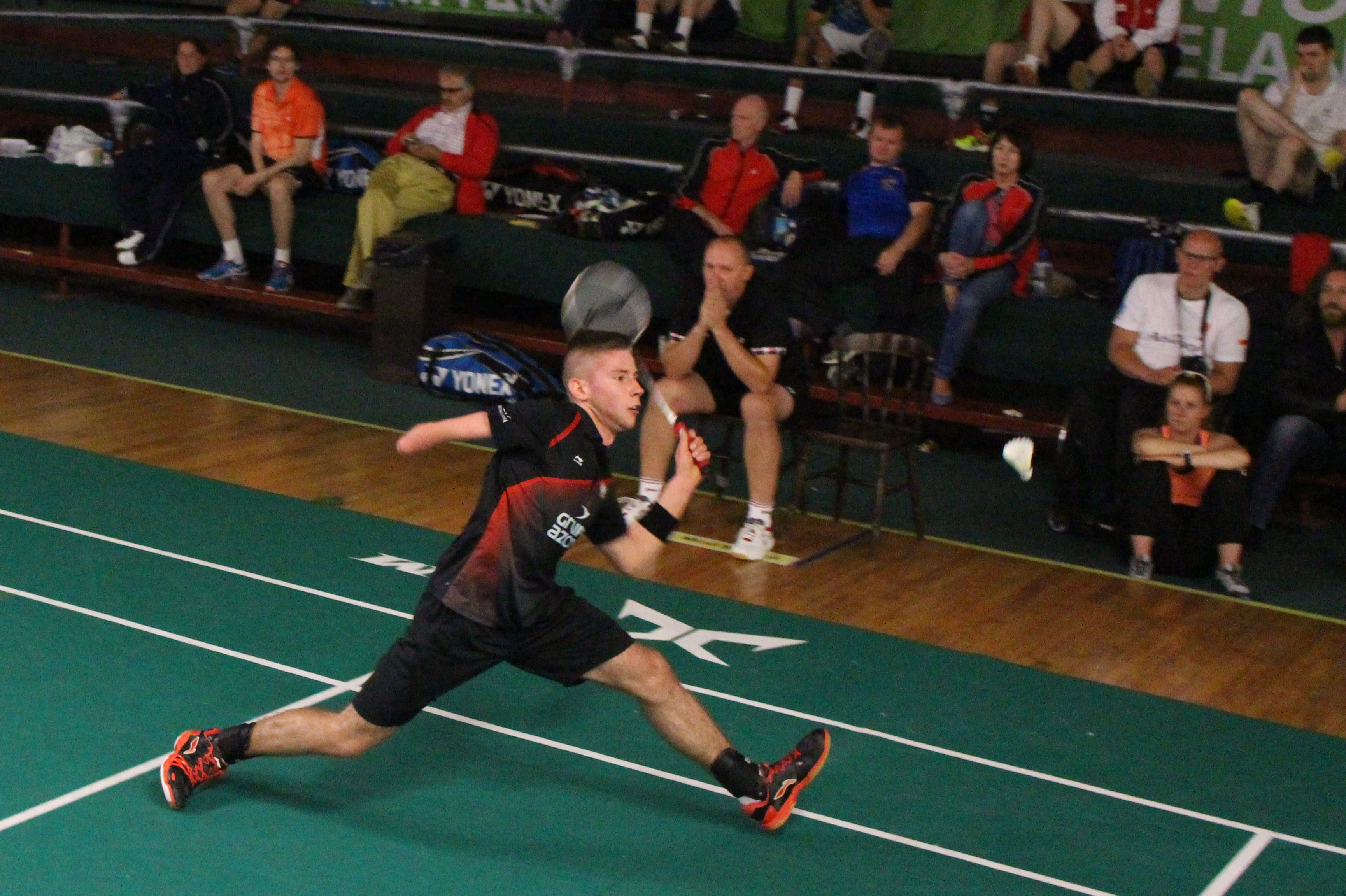
立位（SL5）

パラバドミントン（英表記:Para-Badminton）は、身体障がいを持つアスリートのためのバドミントン派生競技である。
統括団体は世界パラバドミントン連盟であったが、2011年6月にドイツのドルトムントで開催された総会で、世界バドミントン連盟に合流することを全会一致で決定し、現在は同連盟が統括している。

## クラス分け
世界バドミントン連盟は障がいの程度により、選手を次の6クラスに分類している。

### 車椅子
- WH1
両方の下肢及び体幹機能に障がいがある選手。
- WH2
片方または両方の下肢に障がいがある選手。

### 立位
- SL3
下肢障がいがある選手。
- SL4
下肢障がいがあり、SL3より軽度の障がいがある選手
- SU5
上肢障がいがある選手。

### 低身長
- SH6
軟骨無形成症（英語版）や遺伝等により低身長である選手。

## ルール
バドミントンと同じであるが、障がいクラスによりコートの範囲が異なる。すなわち、WH1、WH2およびSL3は半面で、SL4、SU5およびSH6は全面で、それぞれたたかう。シングルスはクラス別、男女別で行われ、ダブルスは決められたクラスの組み合わせのもとで、男子ダブルス、女子ダブルス、ミックスダブルスがある。

## 競技大会
世界バドミントン連盟は、奇数年にパラバドミントン世界選手権を開催し、偶数年に大陸選手権を開催している。またアジアパラ競技大会や東南アジア諸国連合パラ競技大会（英語版）の一種目として採用されている。
2020年東京パラリンピックからテコンドーとともに、正式種目として採用されることが決定した。